# Siphlonuridae
Siphlonuridae è una famiglia di insetti dell'ordine Ephemeroptera comprendente circa 175 specie di effimere.

## Descrizione
Hanno ali anteriori molto strette e un'apertura alare di 5 cm.

## Ciclo biologico
Le ninfe sono agili nel nuoto e, raggiunto il completo sviluppo, emergono dall'acqua e si posano su una pietra o su un fusto.

## Distribuzione
In tutto il mondo, soprattutto nell'emisfero boreale; in acque correnti e nelle loro vicinanze.